# Ametralladora ligera Degtiariov
La ametralladora ligera Degtiariov (del ruso: Ручной Пулемет Дегтярева Пехотный, Ruchnoi Pulemiot Degtiariova Pejotny; ametralladora de mano de infantería Degtiariov) o DP-27 fue una ametralladora ligera utilizada por la Unión Soviética a partir de 1928.
Además de ser la ametralladora ligera estándar del Ejército Rojo durante la Segunda Guerra Mundial, con diversas modificaciones fue empleada a bordo de aviones montada sobre afustes flexibles y equipó a la mayoría de  tanques soviéticos, ya sea en el glacis o como arma coaxial del cañón principal. Fue mejorada en 1943, dando origen a la DPM, que fue reemplazada en 1946 por la RP-46, una variante alimentada mediante cinta.
La ametralladora DP fue complementada en la década de 1950 por la más moderna RPD, siendo reemplazada por la ametralladora media PK en la década de 1960. Disparaba el cartucho 7,62 x 54 R.

## Diseño
La DP-27 era una ametralladora ligera diseñada por Vasili Degtiariov (1880-1949) para el Ejército Rojo en la década de 1920, siendo su primer modelo la DP-26. Se produjeron dos ametralladoras de prueba y dispararon 5.000 cartuchos cada una entre el 27 y el 29 de septiembre de 1926, descubriéndose debilidades en los mecanismos del extractor y del percutor. Después de mejorar los diseños, se produjeron dos ametralladoras más y fueron probadas en diciembre de 1926, disparando 40.000 cartuchos bajo condiciones adversas y solamente teniendo un 6% de encasquillamientos. Sin embargo, todavía se requerían efectuar cambios al portacerrojo y al mecanismo de acerrojado. Después de estos rediseños la ametralladora mejorada, llamada DP-27, fue probada por el Ejército Rojo en la Fábrica de Kovrov entre el 17 y el 21 de enero de 1927, pasando todas las pruebas y siendo aprobada su producción. Luego siguió un año completo de pruebas de campo, después de las cuales el principal cambio solicitado fue la adición de una gran bocacha apagallamas considerada una de las caracterísiticas identificatorias de esta ametralladora. Con algunas mejoras mínimas, la DP pasó a ser la principal ametralladora ligera del Ejército Rojo durante la Segunda Guerra Mundial.
Al igual que la mayoría de ametralladoras ligeras de la Segunda Guerra Mundial, la DP-27 fue diseñada para disparar el cartucho 7,62 x 54 R, el mismo que emplea el fusil Mosin-Nagant, simplificando así el suministro de municiones para las unidades de infantería soviéticas. Era una ametralladora resistente y simple, que era sencilla y barata de fabricar, además de funcionar incluso en las condiciones más adversas; podría disparar incluso después de ser cubierta de tierra, lodo o arena. Sin embargo, tenía una baja cadencia de disparo en comparación con sus principales contrapartes, las ametralladoras alemanas MG 34 y MG 42: 550 disparos/minuto frente a los 800-1200 disparos/minuto de las ametralladoras ligeras alemanas.
La DP-27 era accionada por gas y empleaba un cerrojo con aletas abisagradas Kjellmann-Friberg para mantenerlo cerrado hasta que la bala saliese del cañón, ayudado por un muelle recuperador. Era alimentada mediante una bandeja circular de 47 cartuchos que se acoplaba encima del cajón de mecanismos. La forma de disco del cargador y su rotación al disparar, hizo que los soldados soviéticos apodasen como "gramófono" a esta ametralladora.
Sus piezas principales eran un cañón desmontable con apagallamas y cilindro de gas integrados, un cajón de mecanismos con el alza, una funda de cañón/guía perforada con el punto de mira, el cerrojo con aletas abisagradas, el portacerrojo y el émbolo del pistón de gas, el muelle recuperador, la culata y el conjunto del gatillo, un bípode para disparar en posición prona y el cargador circular. El uso del bípode facilitaba el control de la DP-27. Su retroceso no era muy pronunciado. Las primeras versiones tenían un total de 80 piezas, indicando su sencillez y facilidad de producción. Los cañones de las primeras versiones tenían 26 aletas de enfriamiento transversales fresadas, pero se descubrió que estas no eran muy efectivas y fueron eliminadas en 1938, facilitando su producción.
Además de su baja cadencia de disparo, entre sus principales debilidades sus cargadores circulares tendían a dañarse cuando eran transportados, el mecanismo del bípode era débil y fallaba si no era manipulado con cuidado, la ubicación del muelle recuperador cerca del cañón hacía que este se sobrecaliente y pierda su temple, así como su fuerza, mientras que los cargadores de 47 cartuchos impedían un fuego sostenido como las MG 34 y M42 alemanas que eran alimentadas mediante cinta, que tenían una mayor cadencia de disparo y podían disparar sostenidamente.

## Designación
La ametralladora ligera Degtiariov entró en servicio con el Ejército Rojo en 1927, con la designación oficial 7,62-мм ручной пулемет обр. 1927 г (Ametralladora de mano Modelo 1927 de 7,62 mm). Era llamada ДП-27 (DP-27) o DP a secas, además del mencionado apodo de "gramófono" a causa de la forma de su cargador.
Por motivos desconocidos, en Occidente es frecuentemente llamada DP-28, incluso si ninguna fuente soviética usó esa designación. Como las Fuerzas Armadas soviéticas generalmente designaban sus equipos según el año en que se emplearon por primera vez, es posible que las fuentes occidentales se hayan confundido entre la fecha de la prueba de 1927 y su distribución para servicio general en 1928, asumiendo que sería llamada DP-28.     

## Historia
La DP tenía una reputación de ser una efectiva arma de apoyo. Fue apodada "gramófono" (proigryvatel') por los soldados del Ejército Rojo, debido a que su cargador de bandeja se parecía a un disco de vinilo y su cubierta superior giraba cuando se disparaba la ametralladora. Las DP capturadas por el Ejército finlandés en la Guerra de Invierno y la Guerra de Continuación reemplazaron parcialmente a la Lahti-Saloranta M/26 y fueron apodadas "Emma", a partir del título de un vals popular. En el verano de 1944, el Ejército finlandés tenía unas 3.400 Lahti-Saloranta y 9.000 Degtiariov capturadas en primera línea.
Los chinos nacionalistas recibieron 5600 ametralladoras DP de la Unión Soviética, empleándolas en la segunda guerra sino-japonesa y la guerra civil china. Los chinos comunistas emplearon la DP en la guerra de Corea y copiaron la DPM como Tipo 53.
Todas las variantes de la ametralladora DP fueron donadas o vendidas al Viet Minh en la guerra de Indochina por la Unión Soviética y China. Se procedió del mismo modo durante la guerra de Vietnam, siendo empleada por el Ejército norvietnamita y el Viet Cong.
Se han visto varios ejemplares de la variante RP-46 en Somalia, siendo empleados por las fuerzas militantes, así como entre las fuerzas rebeldes libias que derrocaron a Muamar el Gadafi en 2011.
Se han capturado ametralladoras DPM a los talibanes durante la guerra de Afganistán (2001-2014), mientras que se han observado ametralladoras DP o DPM en 2014 durante el conflicto del norte de Malí.

## Variantes

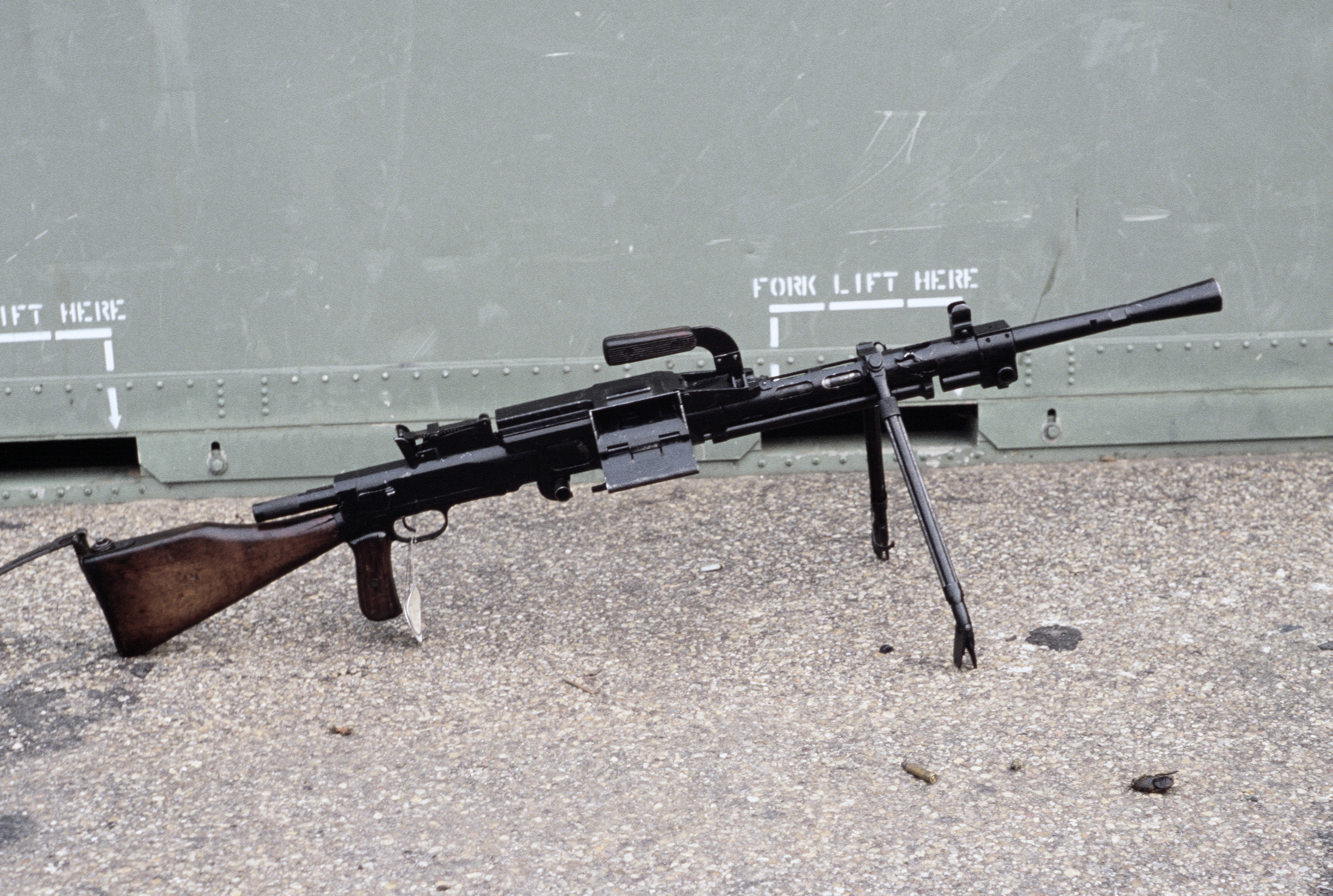
Una RP-46.

- DPM, versión modernizada adoptada en 1943-1944, con un bípode más robusto acoplado a la camisa de refrigeración y el muelle recuperador alojado en un tubo que partía de la parte posterior del cajón de mecanismos, lo cual hizo que este modelo necesitara un pistolete. Fabricada en China como Tipo 53.
- DA (Дегтярёва авиационный, Degtyaryova Aviatsionny; ДА), para montar en aviones. También era empleada en baterías dobles, con la designación DA-2. Fue empleada a bordo de las primeras versiones del bombardero Tupolev TB-3 y de los cazas  Polikarpov R-5 y Polikarpov Po-2. La DA pesaba 7,1 kg descargada y 11,5 kg con su cargador estándar. Su cadencia era  de 600 disparos/minuto. Fue fabricada entre 1928 y marzo de 1930, con 1.200 unidades suministradas.[14] Fue rápidamente superada por la ShKAS, que tenía una cadencia de disparo más alta.
- DT y DTM (Дегтярёва танковый, Degtyaryova Tankovy; ДТ y ДТМ), para montar en tanques.
- DTM-4, variante para afuste cuádruple.[15]
- RP-46 (Ротный пулемет, ametralladora de compañía), versión alimentada por cinta con eslabones metálicos adoptada en 1946. Tenía un cañón pesado para permitirle disparar sostenidamente por mayor tiempo. Podía disparar 500 cartuchos antes que el cañón tuviese que ser cambiado o dejarlo que se enfríe. También tenía un sistema de gas ajustable, con tres agujeros de distinto diámetro, para operar en diversas condiciones ambientales y acumulación de hollín. Aunque la RP-46 descargada pesaba 2,5 kg más que la DP, junto con un portacintas con una cinta de 250 cartuchos, la RP-46 pesaba 10 kg menos que la DP junto con la misma cantidad de cartuchos en cargadores circulares. La RP-46 estuvo 15 años en servicio en la Unión Soviética antes de ser reemplazada (junto con la SGM) por la PK. Más tarde fue fabricada en China como Tipo 58 y en Corea del Norte como Tipo 64.[16] La RP-46 podía ser alimentada mediante los cargadores circulares de la DP al retirarle su bandeja de alimentación por cinta.[17]
- Una versión semiautomática fue distribuida en los Estados Unidos en 2006.[18]

La DP original es más comúnmente llamada DP-28 (o DP-27), aunque hay cierta confusión en cuanto a si estas son las designaciones oficiales o no.

## Usuarios
- Albania: RP-46.[19]
- Alemania nazi: Las ametralladoras capturadas fueron suministradas al Volkssturm.[20]
- Alemania Oriental: DT y DTM.[21]
- Afganistán: DPM[22] y RP-46.[23]
- Angola: RP-46.[19]
- Argelia: RP-46.[19]
- Benín: RP-46.[19]
- Bulgaria: RP-46.[24]
- China: DPM y RP-46 de fabricación local, con las designaciones Tipo 53 y Tipo 58.[25]
- Comoras: RP-46.[19]
- Corea del Norte: DPM, Tipo 53 y RP-46.[26][27]
- Cuba: DP, DT, DTM,[28] DPM y RP-46.[19]
- Egipto[2]
- España: Las fuerzas Republicanas emplearon la DP en la guerra civil española.[29]
- Etiopía: RP-46.[19]
- Finlandia: Empleó ametralladoras capturadas durante la Segunda Guerra Mundial.[30]
- Guinea Ecuatorial: RP-46.[19]
- Hungría: DP, DPM y DTM.[31]
- Indonesia[32]
- Irak: Los rebeldes iraquíes empleaban la RP-46.[12]
- Laos: RP-46.[19]
- Libia: RP-46.[19]
- Nigeria: RP-46.[19]
- : Organización para la Liberación de Palestina.[33]
- Polonia: Empleada por el Ejército polaco en la Unión Soviética durante la Segunda Guerra Mundial[34] y después durante la Guerra Fría (DPM y RP-46).[35]
- República Centroafricana: RP-46.[19]
- República de China[36]
- República del Congo: RP-46.[19]
- Rumania: DP y DPM.[37]
- Seychelles: RP-46.[19]
- Somalia: RP-46.[19]
- Sri Lanka: Tipo 58.[38]
- Sudán: RP-46.[19]
- Tanzania: RP-46.[19]
- Togo: RP-46.[19]
- Unión Soviética[39]
- Vietnam: DPM, Tipo 53, RP-46 y Tipo 58.[40]
- Yemen[2]
- Yugoslavia[41]
- Zambia: RP-46.[42]